# NGC 2409
NGC 2409 ist ein offener Sternhaufen oder eine zufällige Sternenkonstellation im Sternbild Achterdeck des Schiffs und hat eine Winkelausdehnung von 2,5' und eine scheinbare Helligkeit von 7,3 mag. Er wurde am 12. Februar 1836 von John Herschel entdeckt.